# 8993 Ingstad
8993 Ingstad este un asteroid din centura principală de asteroizi.

## Descriere
8993 Ingstad este un asteroid din centura principală de asteroizi. A fost descoperit pe 30 octombrie 1980 la Observatorul La Silla de Richard M. West. El prezintă o orbită caracterizată de o semiaxă mare de 2,39 ua, o excentricitate de 0,21 și o înclinație de 23,0° în raport cu ecliptica.